# Belica, Osilnica
Belica je naselje v Občini Osilnica.